# Wasserturm Neukölln
Der Wasserturm Neukölln ist ein Turm, der zur Trinkwasserversorgung der Einwohner des Ortes Rixdorf 1893/1894 errichtet wurde. Er ist der höchste inzwischen noch vorhandene Berliner Wasserturm, der unter Denkmalschutz steht. Seit 1999 dient er nicht mehr seinem ursprünglichen Zweck.

## Geschichte
Die private Charlottenburger Wasserwerke AG errichtete 1887 zwischen Mittelweg und Leykestraße (Adresse: Leykestraße 13/14 <damalige Kopfstraße>, Mittelweg 49) ein Wasserwerk zur Druck- und Vorratshaltung mit Trinkwasser für die Versorgung von Rixdorf (seit 1912 Berlin-Neukölln). Zwischen 1893 und 1894 ließ die Aktiengesellschaft vom Architekten Otto Techow 
zum Wasserwerk einen 40 Meter hohen Wasserturm planen und errichten, der auf der höchsten Stelle des Rollbergs entstand.
Im Zweiten Weltkrieg wurden der Turm und der Wassertank an drei Stellen beschädigt, jedoch nach Kriegsende wieder instand gesetzt.

## Beschreibung und Nutzung

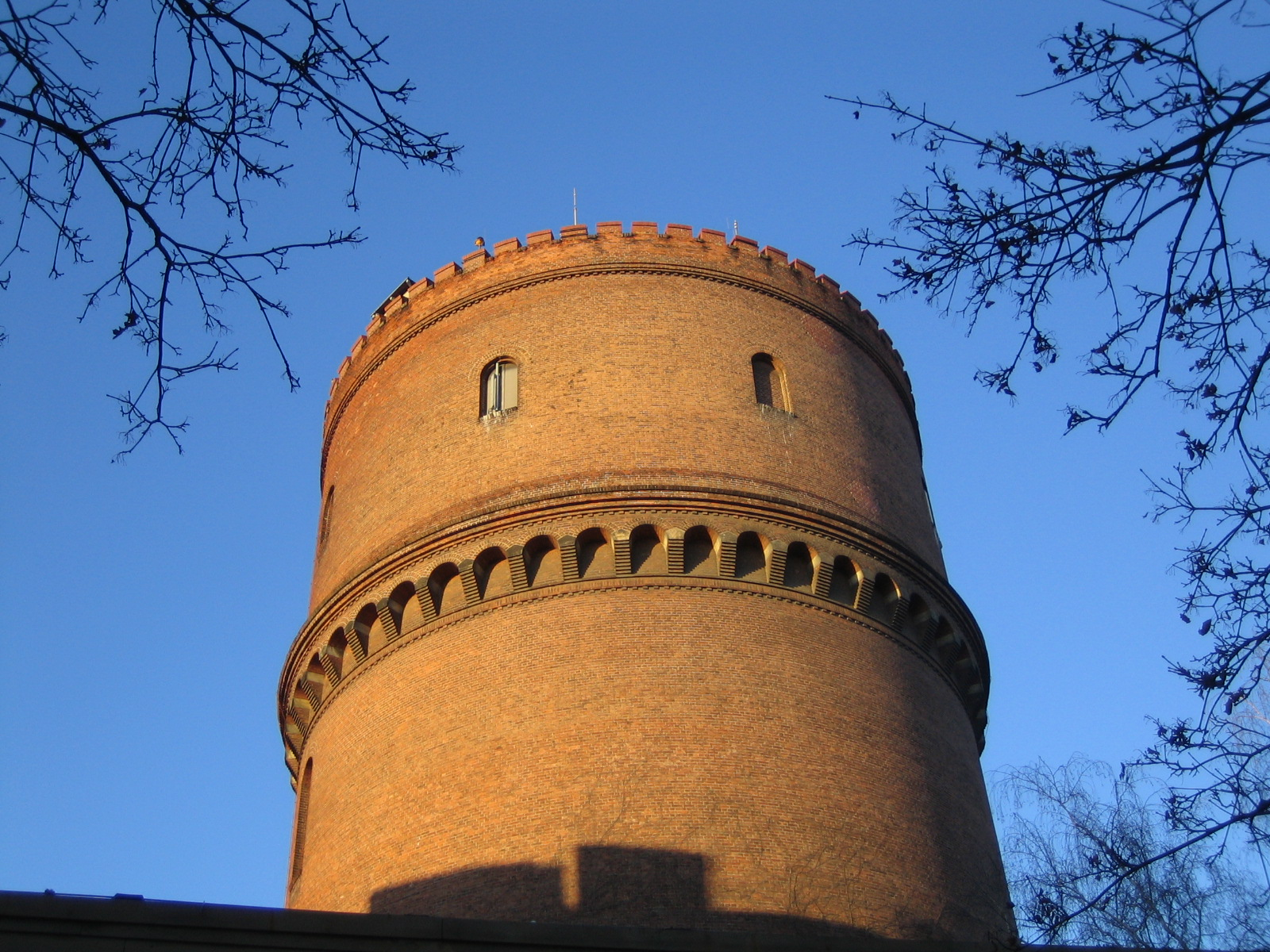
Detail

Der runde Turm im Stil des Historismus hat einen Durchmesser von 22,8 Metern. Die Mauer ist konisch, am Fuße des Turms ist sie 1,82 Meter stark, an der Spitze lediglich 65 Zentimeter. In 30 Metern Höhe besitzt der Turm einen genieteten Hängebodenbehälter von 2240 m³, der einen Durchmesser von 16 Metern, eine Höhe von 12 Metern und eine Wanddicke von 16 Millimetern aufweist. 
Der gemauerte Turm ist mit roten Ziegelsteinen verblendet. Das Sockelgeschoss ist mit tiefen Stichbogenblenden und Kaffgesimsen geschmückt. Den Turmabschluss bildet eine Zinnen-Attika.
Der Architekt wählte als Vorbild für seinen baulichen Entwurf den Juliusturm in Spandau.
Seit 1999 wird das Baudenkmal nicht mehr als Wasserturm betrieben und dient gelegentlich für Feiern und Kultur-Veranstaltungen. In den 2010er Jahren wurde ein Teil des Turmes zum Sitz eines Unternehmens, das im Auftrag der Berliner Wasserbetriebe tätig ist.